# Wallkofen
Wallkofen ist ein Stadtteil von Geiselhöring im niederbayerischen Landkreis Straubing-Bogen. Bis 1978 bildete es eine selbstständige Gemeinde. Wallkofen liegt etwa fünf Kilometer nordwestlich von Geiselhöring im Isar-Inn-Hügelland an der Grenze zur Oberpfalz.

## Geschichte

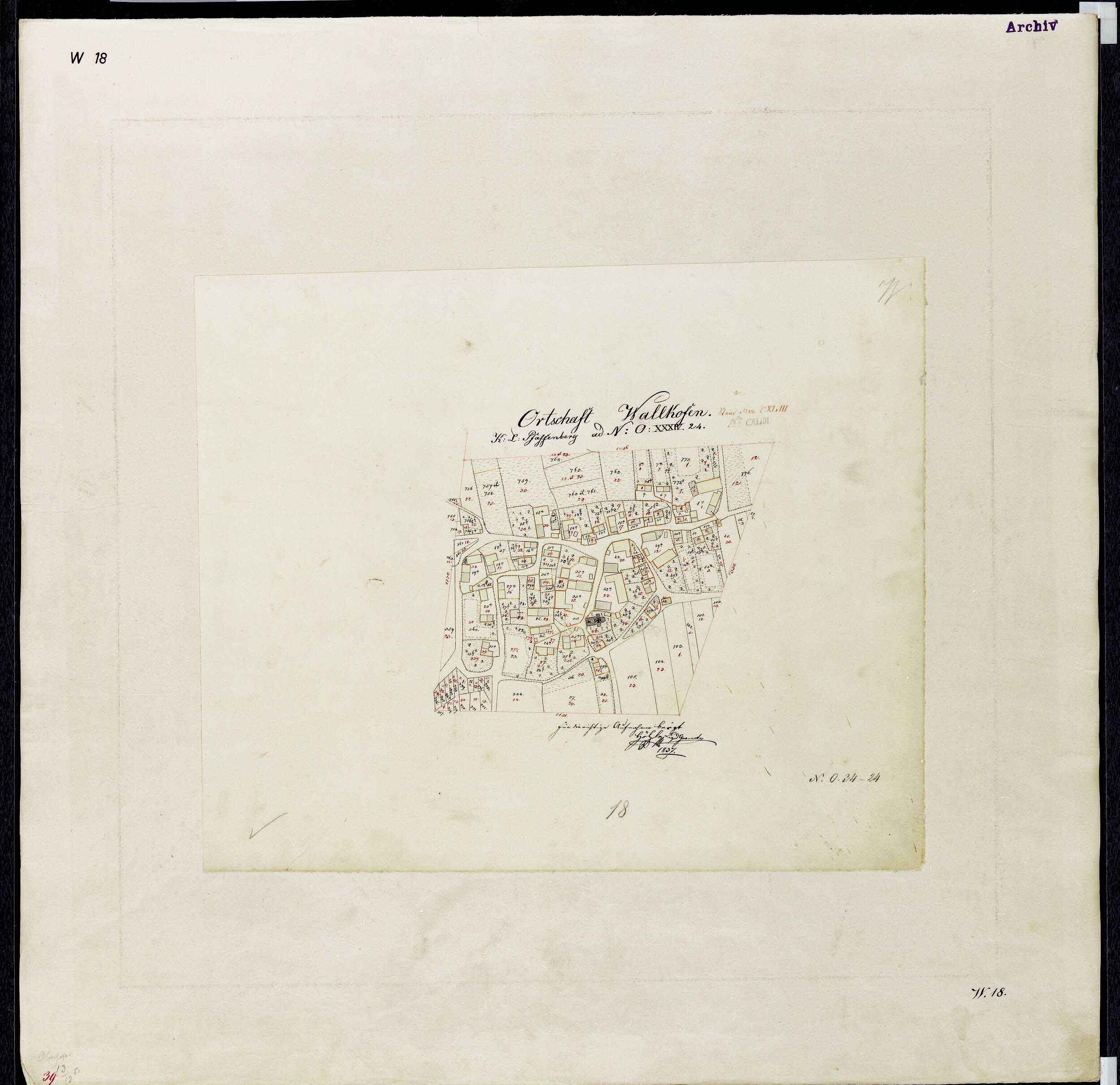
Ortsblatt der Uraufnahme (1837)

Zum ersten Mal ist Wallkofen im Jahre 1115 urkundlich bezeugt. Richerius von Walcinchofen ist als erster von zehn Zeugen genannt, als Graf Albert von Windberg und seine Gemahlin Hadwiga vor dem Aufbruch zum Feldzug gegen die Friesen für beider Seelenheil die adelige Engilrad mit ihren sechs Kindern unter den Schutz des Klosters Oberalteich stellten. Der Ortsname Walcinchoven ist zusammengesetzt aus dem Personennamen Walcin und dem Grundwort choven und bedeutet bei den Höfen des Walk/Walch. 1334 begegnet in den Urkunden des Klosters Heilig Kreuz in Regensburg der Ortsname Walchofen.
Der erste urkundlich bezeugte Hofmarksherr in Wallkofen war im Jahre 1357 Dietrich Hofer von Lobenstein auf Sünching. Die Hofmark Wallkofen blieb forthin stets im Besitz der jeweiligen Herren von Sünching. 1448 starb mit Degenhart Hofer die Sünchinger Linie aus. Seine Tochter Klara heiratete den Ritter Ulrich Stauff von Erofels. Bis zum Jahre 1573 waren die von Stauff Freiherren auf Sünching und damit Hofmarksherren in Wallkofen. Im Jahre 1573 kaufte Georg Ludwig von Seinsheim zu Hohenkottenheim, Seehaus um 100.000 Gulden Schloss und Hofmark Sünching mit Dörfern und Gütern von den Erben des verstorbenen Freiherrn Joachim von Stauff und seines Sohnes Degenhart zu Ernfels, darunter die Hofmark Wallkofen.
Die Bauern waren zur Hofmarkszeit nicht Besitzer der Höfe, sondern gleichsam nur Pächter. Die Höfe besaßen Grundherren oder Obereigentümer. Das waren in Wallkofen der Landesherr, Adelige, Klöster, Kirchen, Stiftungen. Sie erhielten Abgaben von ihren Untertanen, hauptsächlich in Form von Naturalien.
Im Jahre 1802 traten anstelle der Hofmarken Patrimonialgerichte. Wallkofen unterstand nun dem Patrimonialgericht Sünching. Ende März 1821 wurde den Grafen von Seinsheim in Sünching die Errichtung eines Patrimonialgerichts 1. Klasse genehmigt. Patrimonialgerichte erster Klasse wurden damals in Bayern äußerst selten verliehen. Sie beinhalteten sowohl die hohe als auch die niedere Gerichtsbarkeit, während die üblichen Patrimonialgerichte zweiter Klasse nur mit notariellen Befugnissen ausgestattet waren. Im Revolutionsjahr 1848 wurden alle Patrimonialgerichte aufgelöst. Die über tausend Jahre währende Grundherrschaft wurde beseitigt, die Bauern wurden Eigentümer ihrer Höfe und konnten nun frei über ihren Besitz verfügen.
Wallkofen war seit dem 11. Dezember 1848 eine selbstständige Gemeinde, die dem Landgericht Mallersdorf unterstand. Der Ort gehörte kirchlich seit jeher zur Pfarrei Aufhausen und wurde auch von dort seelsorglich betreut. Im Januar 1886 begann man in Wallkofen mit dem Bau eines Pfarrhauses und bekam noch im gleichen Jahr einen Expositus als eigenen Geistlichen.
Am 1. Mai 1978 wurde die Gemeinde Wallkofen, die zum 1972 aufgelösten Landkreis Mallersdorf gehört hatte, der Gemeinde Geiselhöring angeschlossen. Die Expositur Wallkofen wurde 2001 im Zusammenhang mit der Auflösung des Dekanates Atting der Pfarrei Geiselhöring angegliedert.

## Sehenswürdigkeiten
- Expositurkirche Mariae Himmelfahrt. Sie wurde nach einem Brand 1840 neu errichtet. Der Unterbau des neuromanischen, im 18. Jahrhundert erhöhten Turmes ist mittelalterlich.

## Vereine
- Katholische Landjugend Wallkofen
- Landfrauen
- Rhythmusgruppe Schalom
- Freiwillige Feuerwehr Wallkofen
- SV Wacker Wallkofen
- Krieger- und Soldatenverein Wallkofen
- Obst- und Gartenbauverein
- Mutter-Kind-Gruppe
- Motorradfreunde Wallkofen
- Jagdgenossenschaft